# Darko Nikač
Darko Nikač (in serbo Дарко Никач?; Titograd, 15 settembre 1990) è un calciatore montenegrino, attaccante dei Balkan Eagles.

## Carriera

### Nazionale
Ha esordito in nazionale il 15 novembre 2013 in Lussemburgo-Montenegro (1-4).

## Palmarès

### Club

#### Competizioni nazionali
- Druga crnogorska fudbalska liga: 1

Mladost Podgorica: 2009-2010
- Campionato montenegrino: 1

Budućnost: 2011-2012
- Coppa del Montenegro: 1

Budućnost: 2012-2013

### Individuale
- Capocannoniere della Druga crnogorska fudbalska liga: 1

2009-2010 (20 reti)